# When Irish Eyes Are Smiling

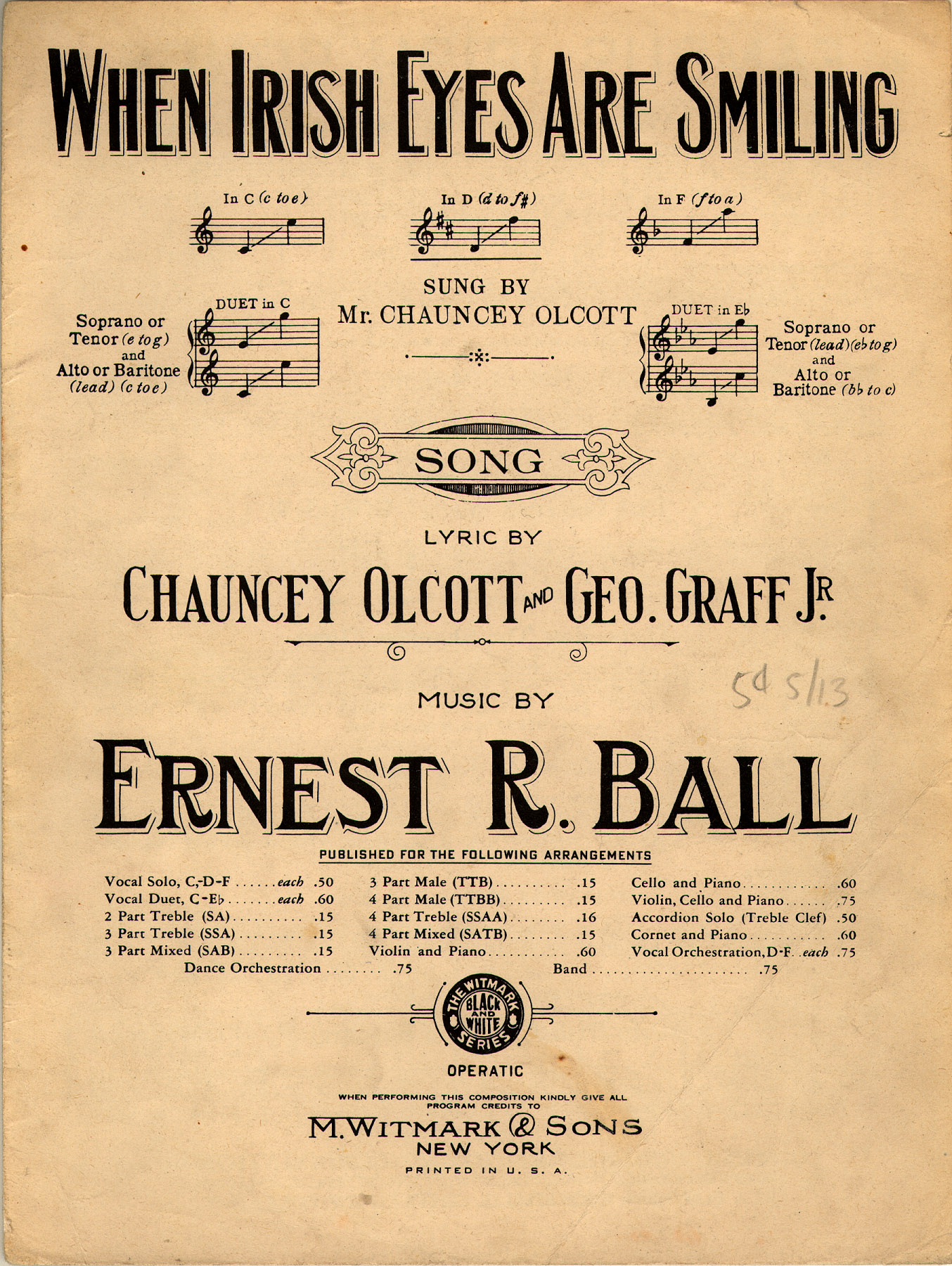
Page de couverture d'une partition de When Irish Eyes Are Smiling.

When Irish Eyes Are Smiling est une chanson américaine composée par Ernest Ball (1878—1927) sur les paroles de Chauncey Olcott (1858—1932) et George Graff, Jr. (1886—1973) en 1912.

## Histoire
La partition a été publiée en 1912.
La chanson a été écrite par Chauncey Olcott, George Graff, Jr. (paroles) et Ernest Ball (musique) spécialement pour la comédie musicale The Isle o' Dreams, produite par Olcott à Broadway. La comédie musicale, créée à Broadway au début 1913, n'était pas un succès et s'est fermée après seulement 32 représentations, mais cette chanson est devenue très populaire. Aux États-Unis, c'était la chanson la plus populaire de la décennie 1910-1920 et maintenant est l'une des chansons au thème de l'Irlande les plus connues et les plus appréciées.
Il est intéressant de noter que les auteurs n'étaient pas Irlandais, tous les trois étaient nés aux États-Unis. Et seulement un d'entre eux, Olcott, était d'origine irlandaise.

### La chanson dans l'actualité

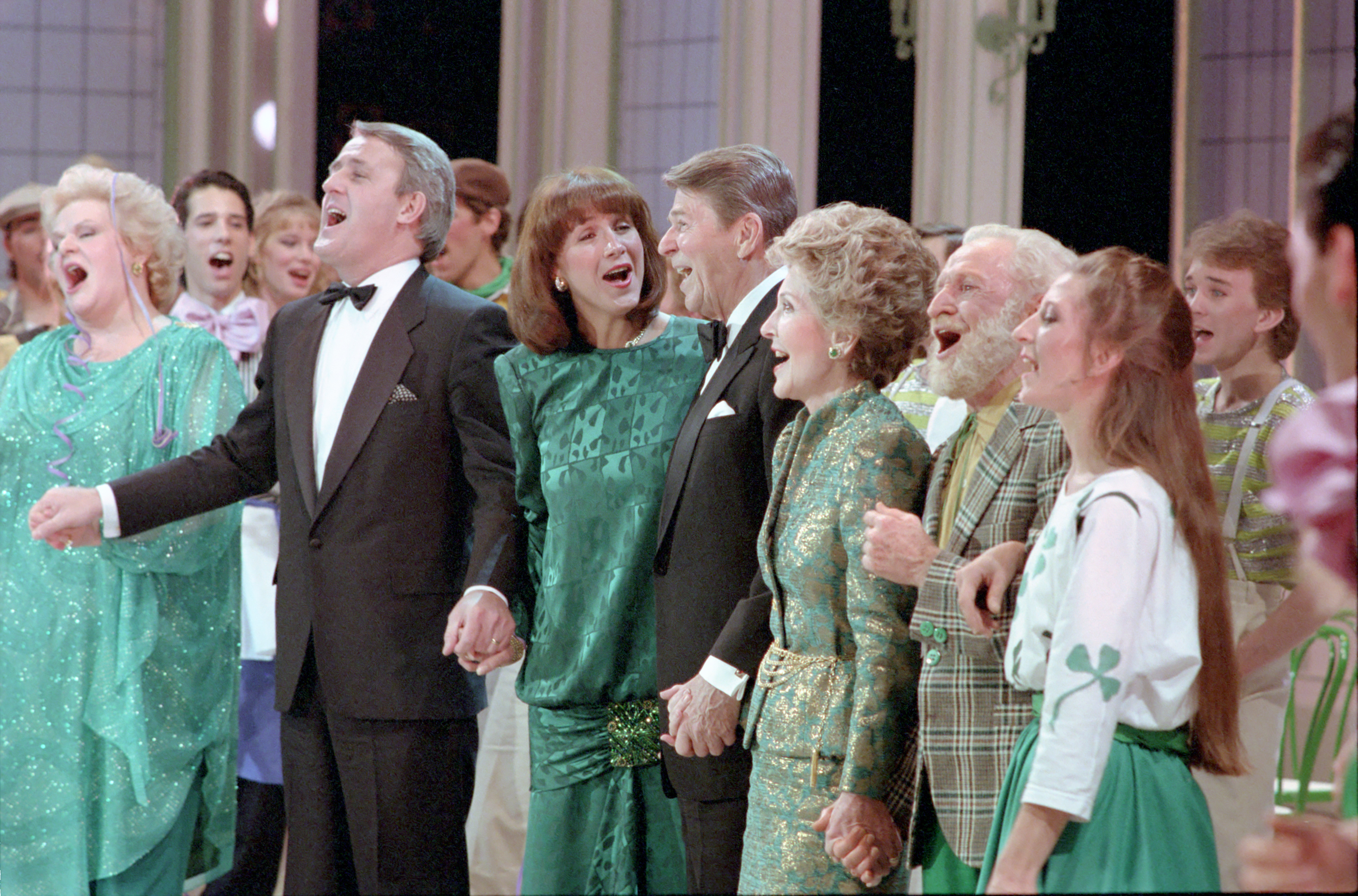
Mulroney et Reagan chantant « When Irish Eyes Are Smiling » au Grand Théâtre de Québec à Québec au lendemain du « Sommet Shamrock » le 18 mars 1985.

La chanson est devenue connue au Canada après le soi-disant « Sommet Shamrock (en) » entre le premier ministre canadien Brian Mulroney et le président américain Ronald Reagan, tenu la fête de la Saint-Patrick au Québec en 1985. À la fin de la soirée, les deux dirigeants et leurs épouses ont chanté ensemble « When Irish Eyes Are Smiling », destiné à célébrer l'héritage irlandais des deux dirigeants. Mulroney a été largement critiqué dans la presse canadienne pour sa « prestation écœurante », qui aurait symbolisé la proximité excessive de son gouvernement avec celui de Reagan,.